# Cerubiel
Cerubiel, também chamado de Cherubiel e Kerubiel, é um anjo no apócrifo livro de Enoque. É o principal regente, ao qual tem reinado sobre os querubims desde a Criação, e um dos mais exaltados príncipes do Paraíso.
Cerubiel tem cerca de "sete céus" de altura, com um corpo feito de carvão ardente, que é com milhares de olhos. Sua face é feita de fogo, seus olhos possuem faíscas de luz, e seus cílios são relâmpagos. Fogo jorra com cada palavra que ele fala e ele é coberto com asas da cabeça aos pés. Trovão, relâmpagos e terremotos são seus companheiros constantes e o esplendor de Shekinah brilha sobre ele. Nas palavras de Enoque, Kerubiel é "cheio de carvões queimando... e tem uma coroa de santidade sobre a sua cabeça... e o arco de Shejinah está entre o seus ombros."